# أبو أمامة الباهلي
أَبُو أُمَامَة البَاهِلي، صحابي، من أصحاب النبي محمد، ومن أصحاب علي بن أبي طالب.

## نسبه
هو : صدي ابن عجلان بن الحارث ويقال ابن وهب، ويقال ابن عمرو بن وهب بن عريب بن وهب بن رياح بن الحارث بن معن بن مالك بن أعصر الباهليّ، أبو أمامة. مشهور بكنيته.

## حياته
أخرَج الطَّبَرَانِيُّ ما يدلُّ على أنه شهد أحدًا، قال ابن حجر العسقلاني: «لكن بسند ضعيف»، وروى أَبُو يَعْلَى من طريقِ أبي غالب، عن أبي أمامة، قال: بعثني رسولُ الله  إلى قوم فانتهيتُ إليهم وأنا طاَوٍ وهُمْ يأكلون الدّم، فقالوا: هلم. قلت: إنما جئتُ أَنْهاكم عن هذا، فنمت وأنا مغلوب، فأتاني آتٍ بإناء فيه شراب، فأخذته وشربته، فكظَّني بطني فشبعتُ ورويت، ثم قال لهم رجل منهم: أتاكم رجل من سُرَاةِ قومكم فلم تتحفوه، فأتوني بلبنٍ، فقلت: لا حاجةَ لي به، وأريتهم بطني فأسلموا عن آخرهم. ورواه البَيْهَقِيُّ في «الدلائلِ»، وزاد فيه أنه أرسله إلى قومه باهلة.
وسكن أبو أمامة مصر، ثم انتقل منها فسكن حمص من الشام. وقال ابْنُ سَعْدٍ: سكن الشّام، وروى الفضل بن دُكين، عن أبي غالب قال: رأيتُ أبا أُمَامة يصفّر لحيته، وأخرج البيهقي من طريق سليمان بن عامر، جاء رجل إلى أبي أمامة فقال: إني رأيت في منامي الملائكة تصلى عليك كلما دخلت، وكلما خرجت، وكلما قمت، وكلما جلست، قال ابن حجر العسقلاني: «الحديث سنده صحيح».
وروى أبو اليمان الحمصيّ، عن أبي أُمَامة أنّه كان يحدَّث الحديثَ كالرجل الّذي عليه يُؤدَّى ما سُمِعَ، وروى عبد الله بن صالح، عن الحسن بن جابر أنّه سأل أبا أُمَامة الباهليّ عن كتاب العلم فقال: «لا بَأسَ بذلك أو ما أدري به بأسًا»، وقال سليمان بن حبيب المحاربي: «دخلت مسجد حمص، فإِذا مكحول وابن أَبي زكرياءَ جالسان»، فقال مكحول: «لو قمنا إِلى أَبي أَمامة صاحب رسول الله صَلَّى الله عليه وسلم، فأَدينا من حقه، وسمعنا منه»، قال: «فقمنا جميعًا، حتى أَتيناه، فسلمنا عليه، فرد السلام»، ثم قال: «إن دُخُولكم عَلَيَّ رحمةٌ لكم وحُجَّةٌ عليكم، ولم أَر رَسُولَ اللّه صَلَّى الله عليه وسلم من شيء أَشَدَّ خوفًا على هذه الأُمة من الكذب والعصبية، أَلا وإِياكم والكذبَ والعَصَبِيَّة، أَلا وإِنه أَمرنا أَن نُبَلِّغكم ذلك عنه، أَلا وقد فعلنا فأَبلغوا عنا ما بلغناكم».
وروى رجاء بن حَيْوة، عن أبي أُمامة: أنشأَ رسول الله  غزوًا فأتيتُه فقلت: «يا رسولَ الله أُدعُ الله لي بالشهادةِ»، فقال: «اللهم سَلَّمْهُم، وغَنِّمْهُم»، قال: «فغزَونا، وسلِمنا، وغنِمنا، ثم أتيتُه بعد ذلك»، فقلت: «يا رسولَ الله مرني بعملٍ آخذُه عنك، ينفعني الله عزَّ وجلَّ به»، قال: «عليكَ بالصوم فإنَّه لا مِثْل له»، قال: «فكان أبو أمامة، وامرأته، وخادمه لا يُلْقَون إلا صيامًا، فإذا رأَوا نارًا أو دُخَانًا بالنهَار في منزلهم عَرَفوا أنه قد اعْتَراهم ضَيفٌ»، قال: ثمَّ أتيتُه بعد ذلك فقلتُ: «يا رسولَ الله إنكَ قد أمرتَني بأمر وأرجو أن يكُون الله عزَّ وجلَّ قد نفَعني به، فمُرني بأمرٍ آخرَ ينفعُني الله عزَّ وجلَّ به»، قال: «اعلم أَنك لا تسجُد لله عزَّ وجلَّ سجدةً إلا رفعَ الله عزَّ وجلَّ لكَ بها درجةً، أو حطَّ بها عَنك خطيئة».
وروت مولاة لأبي أُمَامةَ البَاهِلي قالت: «كان أبو أُمَامة رجلًا يُحبُّ الصدقة، ويَجمعُ لها من بين الدينارِ، والدرهمِ، والفلوس، وما يأكلُ حتى البصلة ونحوها، ولا يقفُ به سائلٌ إلا أعطاهُ ما تهيأَ له؛ حتى يضعَ في يدِ أحدِهم البصلةَ، قالت: فأصبحنا ذاتَ يومٍ وليسَ في بيته شيءٌ من الطعامِ لذلك ولا لنا، وليس عندَه إلا ثلاثةُ دنانير، فوقف بهِ سائلٌ فأعطاهُ دينارًا، ثم وقف بهِ سائلٌ فأعطاهُ دينارًا، ثم وقف بهِ سائلٌ فأعطاهُ دينارًا، قالت: فغضبْتُ وقلت: لم يبقَ لنا شيءٌ، فاستلقَى على فراشهِ، وأغلقتُ عليه بابَ البيت حتى أذَّن المؤذنُ للظهرِ، فجئتُه فأيقظتهُ فراحَ إلى مسجدهِ صائمًا، فرقَقتُ عليهِ فاستَقرضتُ ما اشتَريتُ به عَشاء، فهيَّأتُ سِرَاجًا، وعَشًاء، ووضَعتُ مَائدة، ودنوتُ من فراشِه لأُمهِده له؛ فرفَعتُ المِرْفقةَ فإذا بذَهَبٍ، فقلتُ في نفسِي: مَا صنعَ إلا ثقَة بما جاء به، قالت: فعدَدتُها فإذا ثلاثمائة دينار، فتركتُها على حالِها حتى انصَرف على العَشاء، قالت: فلما دخلَ ورأى ما هيَّأتُ له حَمِد الله تعَالى وتبسَّم في وجهِي، وقال: هذا خيرٌ مِن غيره، فجلسَ فتعشَّى، فقلتُ: يغفِرُ الله لك، جئتَ بما جئتَ به ثُم وضعتَه بموضعِ مضيعةٍ، فقال: وما ذاكَ؟ فقلتُ: ما جئتَ به من الدنَانير، ورَفعْتُ المِرفَقةَ عنهَا، ففَزِع لِما رَأى تحتَها، وقال: ويحَك ما هذا؟! فقلتُ: لا عِلم لي بهِ إلا أَني وجدتُه علَى مَا ترَى، قالت: فكثُر فَزعهُ رحِمهُ الله ورَضي عَنه.».

## روايته للحديث النبوي
كان من المكثرين في الرواية، وأَكثر حديثه عن الشاميين، وروى فتيان بن محمد بن سودان الموصلي، عن فضال بن جبيرة قال: سمعت أَبا أمامة الباهلي يقول: سمعت رسول الله  يقول: «اكْفُلُوا لِي بِسِتٍّ أَكْفُلْ لَكُمْ بِالْجَنَّةِ إذَا حَدَّثَ أَحَدُكُمْ فَلَا يَكْذِبُ، وَإذَا أَؤتُمِنَ فَلَا يَخُنْ، وَإِذَا وَعَدَ فَلَا يُخْلِفْ، غُضُّوا أَبْصَارَكُمْ وَكُفُّوا أَيْدِيَكُمْ، وَاحْفَظُوا فُرُوجَكُمْ».
روى عن
روى أبو أمامة عن: النّبي ، وعن عمر، وعثمان، وعلي، وأبي عبيدة، ومعاذ، وأبي الدّرداء، وعُبادة بن الصّامت، وعمرو بن عَبَسة، وغيرهم.
روى عنه
روى عن أبو أمامة: أَبُو سلامٍ الأسْوَدُ، ومحمد بن زياد الألْهاني، وشُرحبيل بن مسلم، وشداد، وأبو عمار، والقاسم بن عبد الرّحمن، وشَهْر بن حَوْشَب، ومكحول، وخالد بن مَعْدان، وآخرون.
ومن أقواله رضي الله عنه: "حبِّبوا اللهَ إلى الناس يُحبِبْكم الله"، "المؤمن في الدنيا بين أربعة: بين مؤمن يحسُدُه، ومنافقٍ يُبغِضُه، وكافر يُقاتِله، وشيطانٍ قد يوكل به"، "كان الناس كشجرةٍ ذاتِ جَنًى، ويوشك أن يعُودوا كشجرةٍ ذاتِ أشواك".

## في صفين
روى نصر بن مزاحم في كتابه وقعة صفين: خرج أبو أمامة الباهلي، وأبو الدرداء، فدخلا على معاوية وكانا معه، فقالا: «يا معاوية: علام تقاتل هذا الرجل، فوالله لهو أقدم منك سلما، وأحق بهذا الأمر منك، وأقرب من النبي صلى الله عليه وسلم، فعلام تقاتله؟»، فقال: «أقاتله على دم عثمان، وأنه آوى قتلته، فقولوا له فليقدنا من قتلته، فأنا أول من بايعه من أهل الشام.»، فانطلقوا إلى علي فأخبروه بقول معاوية، فقال: «هم الذين ترون».
وعن أبي أُمامة قال: «شهدتُ صفّين فكانوا لا يجهزون على جريح ولا يطلبون مُوَلّيًا ولا يَسْلبون قتيلً»، وقال ابْنُ حِبَّانَ: «كان مع علي بصفّين».

## وفاته
ومات أبو أمامة الباهلي سنة 86 هـ، قال ابن البرقي: بغير خلاف، وأثبت غيره الخلاف؛ فذكر محمد بن سعد أنه توفي سنة 81 هـ، وقال عبد الصّمد بن سعيد: ولما مات خلف ابنًا يقال له: المغلس ولأبي أمامة مائة وستّ سنين، فقد صحَّ عنه أنَّ النبي  مات وهو ابنُ ثلاثٍ وستين سنة، وأخرج البُخَارِيُّ في تاريخه، منْ طريق حُمَيد بن ربيعة: رأيت أبا أُمامة خرج مِنْ عند الوليد بن عبد الملك في ولايته سنة ست وثمانين، ومات ابنُه الوليد سنة ست وتسعين. وقال ابن عبد البر: «تُوفِّي سنة إحدى وثمانين، وهو ابنُ إحدى وتسعين سنةً. ويقال: مات سنة ست وثمانين.».
وقال سفيان بن عُيينة: كان أبو أمامة الباهليَّ آخر من بقي بالشّام من أصحاب رسول الله ، وقال أبو عمر: قد بقي بالشّام بعده عبد الله بن بُسْر، هو آخرُ من مات بالشّام من أصحاب النبي .